# Seidiger Fallkäfer

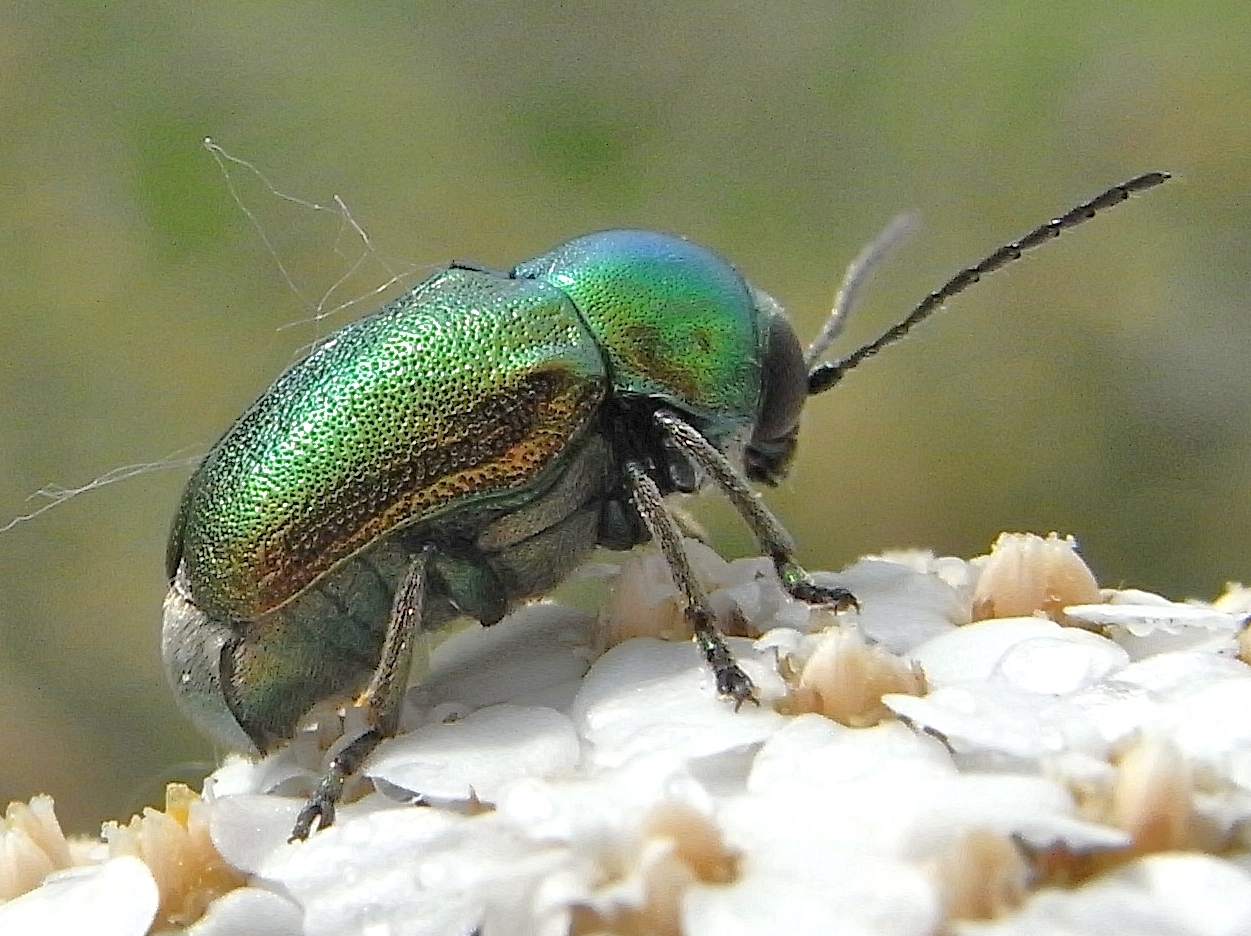
Cryptocephalus sericeus

Der Seidige Fallkäfer oder Grünblaue Fallkäfer (Cryptocephalus sericeus) ist ein Käfer aus der Familie der Blattkäfer (Chrysomelidae).

## Merkmale
Die Käfer werden sechs bis acht Millimeter lang und haben einen zylindrischen und gedrungenen Körper. Der Chitin-Panzer glänzt metallisch, wobei die Farbe zwischen grün, gold und goldgrün, seltener blau oder violett variiert. Der Halsschild und die Deckflügel sind fein granuliert, wobei der an der Seite S-förmig geschwungene Halsschild feinere Punkte besitzt. Die Deckflügel bedecken am Hinterende das Abdomen nicht vollständig. Vor dem Schildchen (Scutellum) befinden sich zwei schräge Eindrücke. Der Kopf, die Beine sowie die recht langen, fadenförmigen Fühler sind dunkel gefärbt. Das erste bis fünfte Fühlerglied glänzt metallisch. Der nach unten gebogene Kopf und das Hinterleibsende sind gestaucht. Ein wichtiges Bestimmungsmerkmal sind die zwei auffallend glänzenden Höcker am Ende des leicht gehöhlten Prothorax.

## Ähnliche Arten
- Cryptocephalus aureolus Suffrian, 1847

## Taxonomie
In der Literatur werden folgende Synonyme verwendet:
- Chrysomela sericeus Linnaeus, 1758

## Unterarten
- Cryptocephalus sericeus intrusus Weise, 1882. Kroatien, Italien, Slowenien.[2]
- Cryptocephalus sericeus sericeus (Linnaeus, 1758)[3]
- Cryptocephalus sericeus zambanellus Marseul, 1875. Bosnien, Kroatien, Slowenien, Herzegowina, Italien.[4]

## Vorkommen
Die Käfer sind in Europa weit verbreitet. Im Norden reicht das Verbreitungsgebiet bis Dänemark, Südnorwegen und Mittelschweden. Die Art fehlt auf den Britischen Inseln. Sie bewohnt offenes, sonniges Gelände, wie zum Beispiel Wiesen und Hänge und fliegt von Mai bis Juli.

## Lebensweise und Entwicklung
Die Tiere sitzen tagsüber meist auf Büschen oder den Blüten gelber Korbblütler, von deren Pollen sie sich ernähren. Die Larven fressen von Blättern. Sie leben in einem Gehäuse, das aus ihrem eigenen Kot besteht und das sie mit sich herumtragen. Die Verpuppung erfolgt im Boden.